# NGC 4202
NGC 4202 est une galaxie lenticulaire située dans la constellation de la Vierge. NGC 4202 a été découverte par l'astronome américain David Peck Todd en 1878.

## Caractéristiques
La classe de luminosité de NGC 4202 est II-III et elle présente une large raie HI.

### Distance
Sa vitesse par rapport au fond diffus cosmologique est de 6 055 ± 25 km/s, ce qui correspond à une distance de Hubble de 89,3 ± 6,3 Mpc (∼291 millions d'al).
À ce jour, quatre mesures non basées sur le décalage vers le rouge (redshift) donnent une distance de 74,475 ± 13,708 Mpc (∼243 millions d'al), ce qui est à l'intérieur des valeurs de la distance de Hubble. Notons cependant que c'est avec la valeur moyenne des mesures indépendantes, lorsqu'elles existent, que la base de données NASA/IPAC calcule le diamètre d'une galaxie et qu'en conséquence le diamètre de NGC 4202 pourrait être d'environ 33,1 kpc (∼108 000 al) si on utilisait la distance de Hubble pour le calculer.